# Championnats d'Europe de gymnastique artistique féminine 2006
Navigation
Édition précédente Édition suivante
Les 26e championnats d'Europe de gymnastique artistique féminine ont eu lieu à Volos (Grèce) en 2006.

## Résultats

### Concours par équipe
| Pos.               | Pays     | Gymnastes                                                                             | Points  |
| ------------------ | -------- | ------------------------------------------------------------------------------------- | ------- |
| Médaille d'or      | Italie   | Vanessa Ferrari, Carlotta Giovannini, Monica Bergamelli, Lia Parolari, Federica Macri | 175.225 |
| Médaille d'argent  | Roumanie | Catalina Ponor, Sandra Izbasa, Alina Stanculescu, Steliana Nistor, Florica Leonida    | 175.125 |
| Médaille de bronze | Russie   | Anna Grudko, Yuliya Lozhechko, Irina Isayeva, Polina Miller, Nadezhda Ivanova         | 173.375 |

### Finales par agrès

#### Saut
| Position           | Pays        | Gymnaste            | Points |
| ------------------ | ----------- | ------------------- | ------ |
| Médaille d'or      | Russie      | Anna Grudko         | 14.362 |
| Médaille d'argent  | Ukraine     | Olga Scherbatykh    | 14.300 |
| Médaille de bronze | Allemagne   | Katja Abel          | 14.225 |
| 4                  | Tchéquie    | Jana Komrskova      | 14.150 |
| 5                  | Italie      | Carlotta Giovannini | 14.125 |
| 6                  | Suisse      | Ariella Kaslin      | 14.000 |
| 7                  | Roumanie    | Sandra Izbasa       | 13.950 |
| 8                  | Royaume-Uni | Imogen Cairns       | 13.850 |

#### Barres asymétriques
| Position           | Pays        | Gymnaste                | Points |
| ------------------ | ----------- | ----------------------- | ------ |
| Médaille d'or      | Royaume-Uni | Elizabeth Tweddle       | 16.050 |
| Médaille d'argent  | Tchéquie    | Jana Sikulova           | 15.050 |
| Médaille de bronze | Espagne     | Lenika de Simone        | 14.825 |
| 4                  | Russie      | Yuliya Lozhechko        | 14.625 |
| 5                  | France      | Rose-Éliandre Bellemare | 14.575 |
| 6                  | Roumanie    | Steliana Nistor         | 14.525 |
| 7                  | Italie      | Vanessa Ferrari         | 14.300 |
| 8                  | Ukraine     | Daria Zgoba             | 14.225 |

#### Poutre
| Position           | Pays     | Gymnaste          | Points |
| ------------------ | -------- | ----------------- | ------ |
| Médaille d'or      | Roumanie | Catalina Ponor    | 15.800 |
| Médaille d'argent  | Espagne  | Lenika de Simone  | 15.350 |
| Médaille de bronze | Ukraine  | Marina Proskurina | 15.300 |
| Médaille de bronze | Roumanie | Sandra Izbasa     | 15.300 |
| 5                  | Russie   | Irina Isayeva     | 15.050 |
| 6                  | Russie   | Yuliya Lozhechko  | 14.925 |
| 7                  | Italie   | Vanessa Ferrari   | 14.875 |
| 8                  | Grèce    | Stefani Bismpikou | 14.800 |

#### Sol
| Position           | Pays     | Gymnaste                | Points |
| ------------------ | -------- | ----------------------- | ------ |
| Médaille d'or      | Roumanie | Sandra Izbasa           | 15.550 |
| Médaille d'argent  | Italie   | Vanessa Ferrari         | 15.450 |
| Médaille de bronze | Roumanie | Catalina Ponor          | 14.600 |
| 4                  | Russie   | Irina Isayeva           | 14.475 |
| 5                  | Ukraine  | Marina Kostyushenko     | 14.325 |
| 6                  | France   | Rose-Éliandre Bellemare | 14.325 |
| 7                  | Espagne  | Thais Escolar           | 14.300 |
| 8                  | Ukraine  | Olga Scherbatykh        | 13.900 |